# Fritz-Walter-Stadion
Das Fritz-Walter-Stadion, ehemals Betzenbergstadion und auch Betzenberg oder Betze genannt, ist ein Fußballstadion in der rheinland-pfälzischen Stadt  Kaiserslautern. Es ist die Wettkampfstätte des 1. FC Kaiserslautern.
Es war während der Fußball-Weltmeisterschaft 2006 Austragungsort von fünf Spielen. Seinen heutigen Namen erhielt das Stadion am 2. November 1985 anlässlich des 65. Geburtstags von Fritz Walter, Kapitän der FCK-Meistermannschaften von 1951 und 1953 und erster Ehrenspielführer der deutschen Fußballnationalmannschaft. Zuvor wurde es schlicht Betzenbergstadion oder Stadion auf dem Betzenberg genannt. Daher wird das Stadion umgangssprachlich auch als Betze bezeichnet. Nach dem Zweiten Weltkrieg trug das Stadion für kurze Zeit den Namen Stade Monsabert, benannt nach dem Befehlshaber der französischen Besatzungsstreitkräfte, General Joseph de Goislard de Monsabert.
Der Eigentümer des zuvor vereinseigenen Stadions ist seit 2003 die Fritz-Walter-Stadion Kaiserslautern GmbH, die zu 100 Prozent der Stadt gehört.

## Geschichte

### Eröffnung und erste Ausbauten

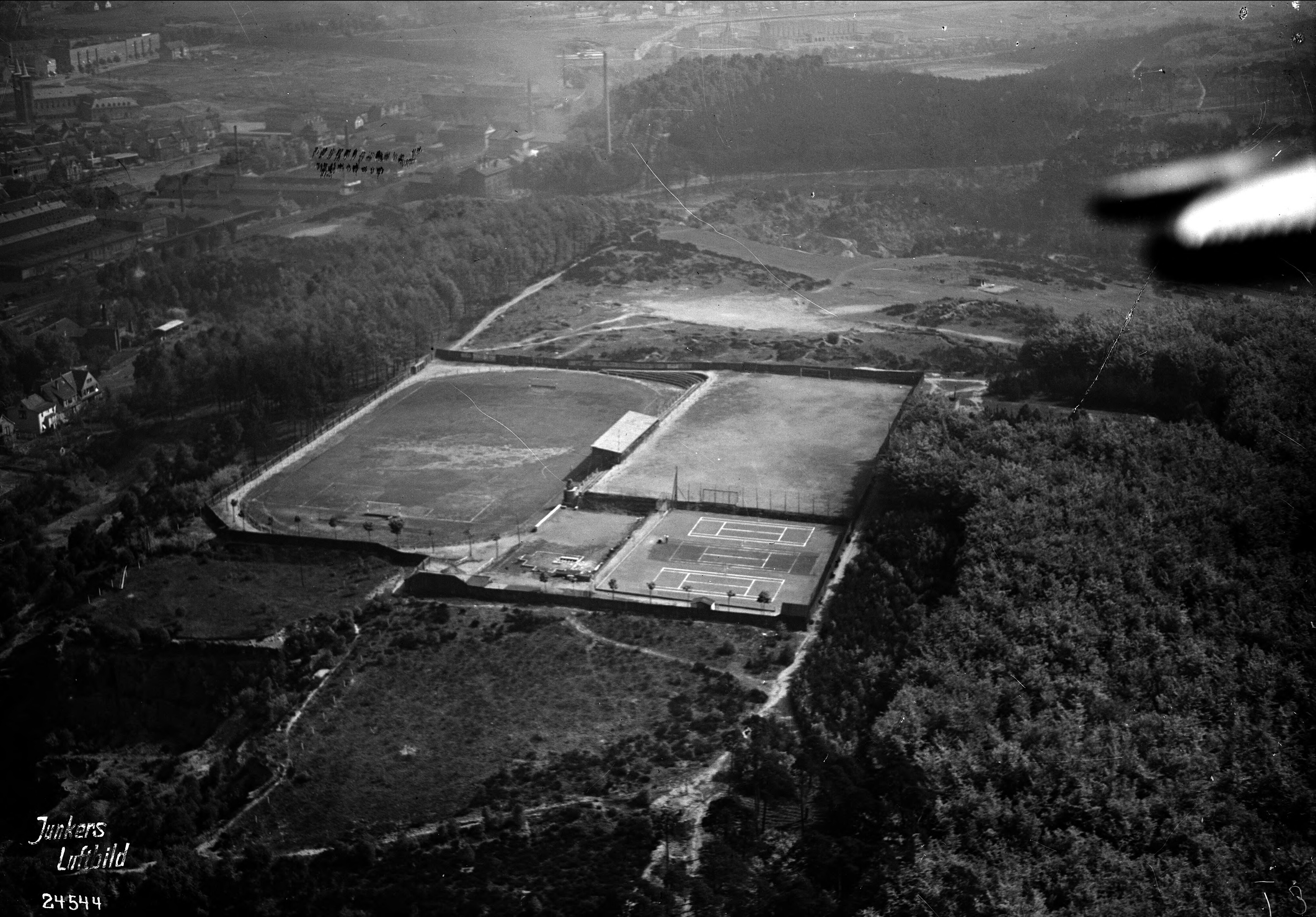
Der Sportplatz Betzenberg im Mai 1929

An der Stelle, auf der das heutige Fritz-Walter-Stadion steht, wurde 1920 der Sportplatz Betzenberg, benannt nach dem gleichnamigen Standort, eröffnet. Es handelte sich um einen Sandplatz, an dessen Südseite Zuschauerränge und eine kleine Holztribüne errichtet worden waren. 1926 wurde der Sandplatz durch einen Rasenplatz ersetzt.
Der Betzenberg besaß spätestens ab 1931 eine arbeitsmarktpolitische und ökonomische Bedeutung, da er als Folge der Massenarbeitslosigkeit Teil der Arbeitsbeschaffungsmaßnahmen des „Freiwilligen Arbeitsdienstes“ war. Diese Maßnahmen waren Bestandteil einer Notverordnung von 1931, die die Mitglieder von Turn- und Sportvereinen für eine geringe Entlohnung als Arbeiter für den Verein einsetzen ließ. Unter anderem wurde das Stadionoval erneuert und erweitert sowie die Tribüne, die Zuschauerterrasse, das Hockeyfeld und das Kassenhaus. Dafür wurden bis zu 140 arbeitslose Kaiserslauterer eingesetzt, die hauptsächlich aus Mitgliedern des 1. FCK bestanden. Begründet wurden diese Maßnahmen damit, dass die Sportplatzanlage der Ertüchtigung der Jugend und der Durchführung des Wehrsportes zugutekam. Des Weiteren wollte man die Arbeitsnot durch die Eingliederung in den Arbeitsprozess lindern. Mit der Errichtung von zwei Stehrängen und einer Tribüne im Norden wurde die Kapazität auf 18.000 Zuschauer erweitert.
Die Beteiligung der Bevölkerung machte man sich außerdem zu Nutzen, indem man sie in Kunst- und Bildungsangeboten unterwies. Diese bestanden aus der „geistigen Betreuung“ der Arbeitswilligen, die Vorträge über Zwecke und Ziele des Arbeitsdienstes, Hygiene und Zahnpflege und eine geschichtliche Unterrichtung über die Gestaltung und Kämpfe der deutschen Nation seit 1800 bekamen. Diese Arbeitsmarktpolitik wurde auch in anderen Städten Deutschlands eingeführt. Geleitet wurden diese Arbeiten jeweils von dem Stadtverband für Leibesübungen.

### Zeit im Nationalsozialismus
Ab 1933 war das Stadion nicht mehr nur die Spielstätte des 1. FCK, sondern wurde auch von der NSDAP für Sportveranstaltungen und Veranstaltungen mit politischem Charakter genutzt. Dazu gehörten Sportwettbewerbe der Hitlerjugend, des Bund Deutscher Mädel und des Deutschen Jungvolks. Das Stadion wurde dafür der HJ überlassen; die Stadtverwaltung regelte dies und vergütete es dem 1. FCK. Da auch die SA am Stadion interessiert war, wurden zusätzlich Wettkämpfe, Wehrsporttage und Geländeübungen durchgeführt; die SA wollte ihrem drohenden Funktionsverlust entgegentreten und machte sich somit den Sport, insbesondere den Wehrsport, zu Nutze.
Auch einige Spiele der Militärstandortmannschaft von Kaiserslautern wurden auf dem Betzenberg ausgetragen, die ein hohes Interesse in der Lokalpresse fanden. Auch wurden neuheidnische Sonnwendfeiern veranstaltet, da der Betzenberg mit seiner Sicht auf den Pfälzerwald eine gute Atmosphäre schuf.
Ein weiterer Grund für die Wahl des Betzenbergs als politischer Veranstaltungsort war das Kriegerdenkmal, das am 21. Juni 1925 im Stadion errichtet worden war. Es war ein auffälliger Blickpunkt und Teil des Zuschauerbereiches. Ursprünglich diente es der Erinnerung an Gründungsmitglieder, aller Gefallenen des Ersten Weltkrieges und der verstorbenen Mitglieder. Jedoch erhielt das Totengedenken im Nationalsozialismus eine neue Funktion. Das Stadion mutierte zur Kultstätte für propagandistische Inszenierungen. Dabei wurde vor allem das Kriegerdenkmal Ausgangspunkt für die kriegsvorbereitende Glorifizierung bei parteipolitischen Veranstaltungen.

### Modernisierung und Ausbau auf 38.000 Zuschauer
Im Laufe der folgenden Jahrzehnte wurde das Stadion immer wieder modernisiert und weiter ausgebaut. Bereits der erste größere Umbau 1953 führte zu einem erhöhten Fassungsvermögen von 30.000 Zuschauern. Die weiteren Modernisierungen führten dazu, dass bis 1972 eine Kapazität von ungefähr 38.000 Zuschauern erreicht wurde. Dabei wurden wie zum Beispiel beim Stadionumbau im Jahr 1978 Freiwillige eingesetzt, die über 5.000 freiwillige Arbeitsstunden leisteten. Im Gegensatz zum Nationalsozialismus arbeiteten die Helfer freiwillig und ohne eine Entlohnung in ihrer Freizeit. Diese Kapazität blieb auch bei weiteren Modernisierungen bis zum Umbau für die Fußball-Weltmeisterschaft 2006 nahezu unverändert, da mit den Erweiterungsarbeiten auch eine Umwandlung von Stehplätzen in Sitzplätze verbunden war.
Insbesondere in den 1990er Jahren wurde das Stadion mit dem Neubau der Nord- und Südtribüne runderneuert. Die Nordtribüne bot erstmals modernen Komfort wie VIP-Logen und einen Innenraum für die Zuschauer hinter der Tribüne. Das Fritz-Walter-Stadion war 1995 Austragungsort des Finalspiels der Fußball-Europameisterschaft der Frauen. Das Spiel gewann Deutschland gegen Schweden mit 3:2.

### Umbau zur Fußball-Weltmeisterschaft 2006

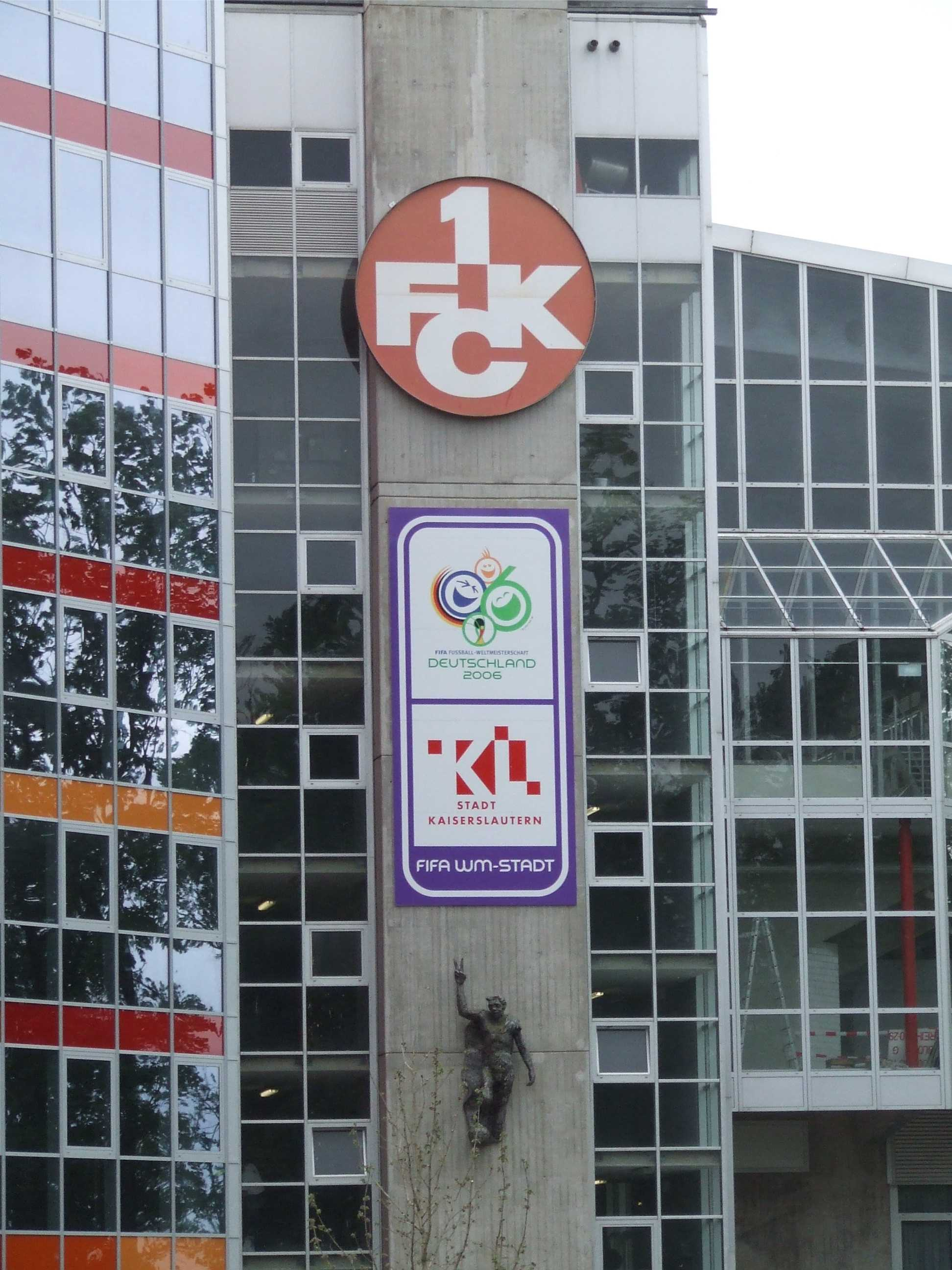
Wappen des 1. FCK, Logo zur FIFA-WM 2006 und der Teufel vom Betzenberg am Fritz-Walter-Stadion

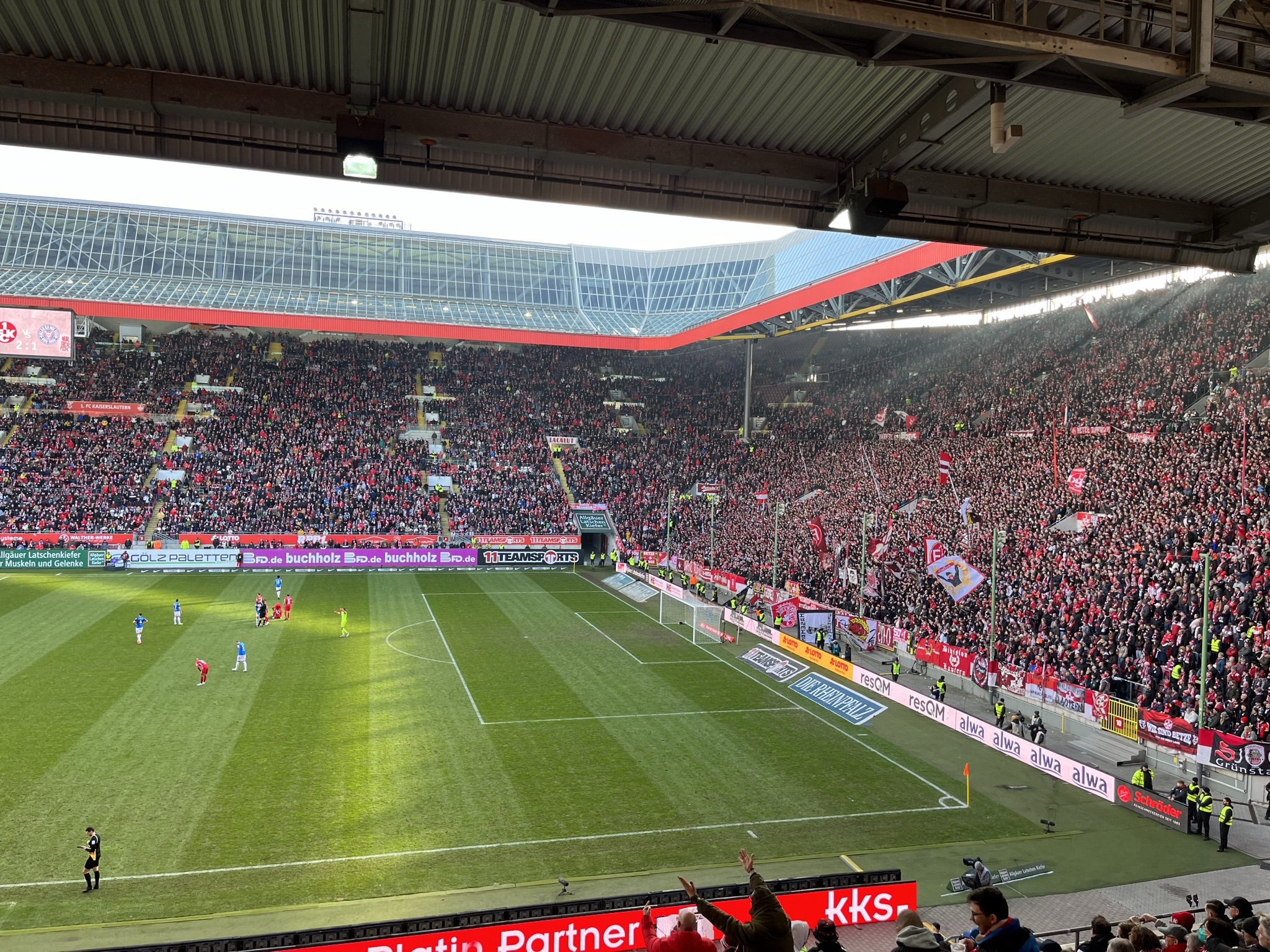
Das Fritz-Walter-Stadion während eines Zweit-Liga-Spiels zwischen dem 1. FC Kaiserslautern und Holstein Kiel (2023)

Nachdem Kaiserslautern den Zuschlag für die Ausrichtung von Spielen im Rahmen der Fußball-Weltmeisterschaft 2006 erhalten hatte, begannen für dieses Ereignis 2002 weitere Umbaumaßnahmen (Osterweiterung), durch die das Fassungsvermögen auf das heutige Niveau erhöht wurde. In der letzten Bauphase wurden die West- und Südtribüne erweitert und die Nordtribüne umgebaut. Dabei wurden die West- und Osttribüne auf das Niveau der Südtribüne ausgebaut. Abschließend wurde das komplette Dach der Südtribüne mit Kränen angehoben und an den Dächern Ost und West aufgehängt.
Weiterhin wurden in den Ecken Nord-Ost und Nord-West der „Medienturm“ bzw. der „Logenturm“ gebaut. Das Stadion ist vollständig überdacht, verfügt über eine Rasenheizung und ein eigenes Fernsehstudio.
Einzigartig macht das Stadion seine Photovoltaikanlage auf drei der vier Stadiondächer. Insgesamt 6.000 Quadratmeter sind mit Solarzellenmodulen ausgestattet und bilden so die größte Anlage ihrer Art.
Die Umbaumaßnahmen waren von zahlreichen finanziellen als auch technischen Schwierigkeiten überschattet. Während der Erweiterung der Osttribüne musste das beauftragte Bauunternehmen Philipp Holzmann Insolvenz anmelden, was zwischenzeitlich zu einem Baustopp führte. Da auch der 1. FC Kaiserslautern in der Folge in finanzielle Schwierigkeiten geriet und abzusehen war, dass die tatsächlichen Umbaukosten die veranschlagte Summe von 48,3 Millionen Euro, von denen das Land Rheinland-Pfalz 21,7 Millionen Euro, der 1. FC Kaiserslautern 18,9 Millionen Euro und die Stadt Kaiserslautern 7,7 Millionen Euro tragen sollten, weit übersteigen würden, war nun auch die Finanzierung des Projektes in Unklarheit geraten.
Bis zum Jahr 2003 war das Stadion Eigentum des 1. FC Kaiserslautern. Aufgrund finanzieller Probleme des Vereins wurde die Spielstätte zusammen mit dem Nachwuchs-Leistungszentrum Fröhnerhof für 57,9 Millionen Euro an die Fritz-Walter-Stadion Kaiserslautern GmbH verkauft, deren einziger Gesellschafter die Stadt Kaiserslautern ist. Das Land Rheinland-Pfalz und die Stadt Kaiserslautern sicherten zu, etwaige über den ursprünglichen Plan hinausgehende Kosten zu übernehmen. Letztendlich waren die Kosten – unter anderem aufgrund der gestiegenen Stahlpreise – auf 76,5 Millionen Euro gestiegen. Die Differenz von 28,2 Millionen wurde zu etwa zwei Dritteln vom Land übernommen.
Die durch die Insolvenz der Philipp Holzmann AG und die Unklarheit über die Finanzierung entstandenen Verzögerungen führten dazu, dass Kaiserslautern nicht wie ursprünglich geplant Austragungsort für den 2005 in Deutschland stattfindenden Confederations-Cup sein konnte.
Für Negativschlagzeilen sorgte der Umbau erneut, als am 2. Dezember 2005 das Stadion durch die Stadt Kaiserslautern vorläufig gesperrt wurde und das ursprünglich für den 3. Dezember 2005 angesetzte Bundesligaspiel 1. FC Kaiserslautern – Eintracht Frankfurt verlegt werden musste, nachdem Schäden am Dach der Osttribüne aufgetreten waren. Zur vorläufigen Sicherung wurden Stützpfeiler eingebaut, die nach der Sanierung vor der WM 2006 wieder entfernt wurden. Für die weiteren Spiele der Saison und während der WM 2006 kam es zu keinen Beeinträchtigungen.
Das Fassungsvermögen betrug nach dem Umbau anlässlich der Fußball-Weltmeisterschaft 2006 offiziell 48.500 Zuschauer. Das Stadion verfügte hierbei über 32.137 Sitzplätze und 16.363 Stehplätze. Die Erweiterungen und Modernisierungen der Tribünen seit 1972 sowie der Ausbau zur WM 2006 erfolgten unter der Leitung des Architekten Folker Fiebiger.
Bei der Fußball-Weltmeisterschaft 2006 wurde die Zuschauerzahl noch mit 46.000 Zuschauern angegeben, da die Erweiterung des Pressebereiches auf der Nordtribüne zu einer Verringerung der regulären Zuschauerplätze führte. Bei nationalen Spielen sind mit einer Ausnahmegenehmigung rund 50.000 Zuschauer zugelassen. Der Zuschauerrekord für das Fritz-Walter-Stadion wurde mit 50.754 Besuchern bei dem Bundesligaspiel des 1. FC Kaiserslautern gegen den FC Bayern München am 6. Mai 2006 erreicht. Die Regelkapazität von 48.500 Zuschauern wurde erstmals beim Spiel am 18. Mai 2008 gegen den 1. FC Köln erreicht.
Zur Saison 2010/11 wurde die Regelkapazität auf 49.780 Zuschauer erhöht. Möglich wurde dies durch weitere VIP-Plätze auf der Osttribüne sowie eine erhöhte Anzahl an Stehplätzen für die Gästefans.
Nachdem sich die Regelkapazität zum 3. August 2017 durch kleinere Umbauarbeiten im Gästebereich noch einmal leicht auf 49.850 erhöhte, hat sie sich zum 1. April 2023 nach Abschluss des Einbaus einer neuen Doppel-Zaunanlage („Löwengang“) zwischen dem Gäste- und dem Heimbereich auf der Osttribüne auf 49.327 verringert.
Seit der Saison 2010/11 ist auf dem Stadiondach die „weltgrößte Solaranlage auf einem Stadiondach“ angebracht.

## Verschiedenes

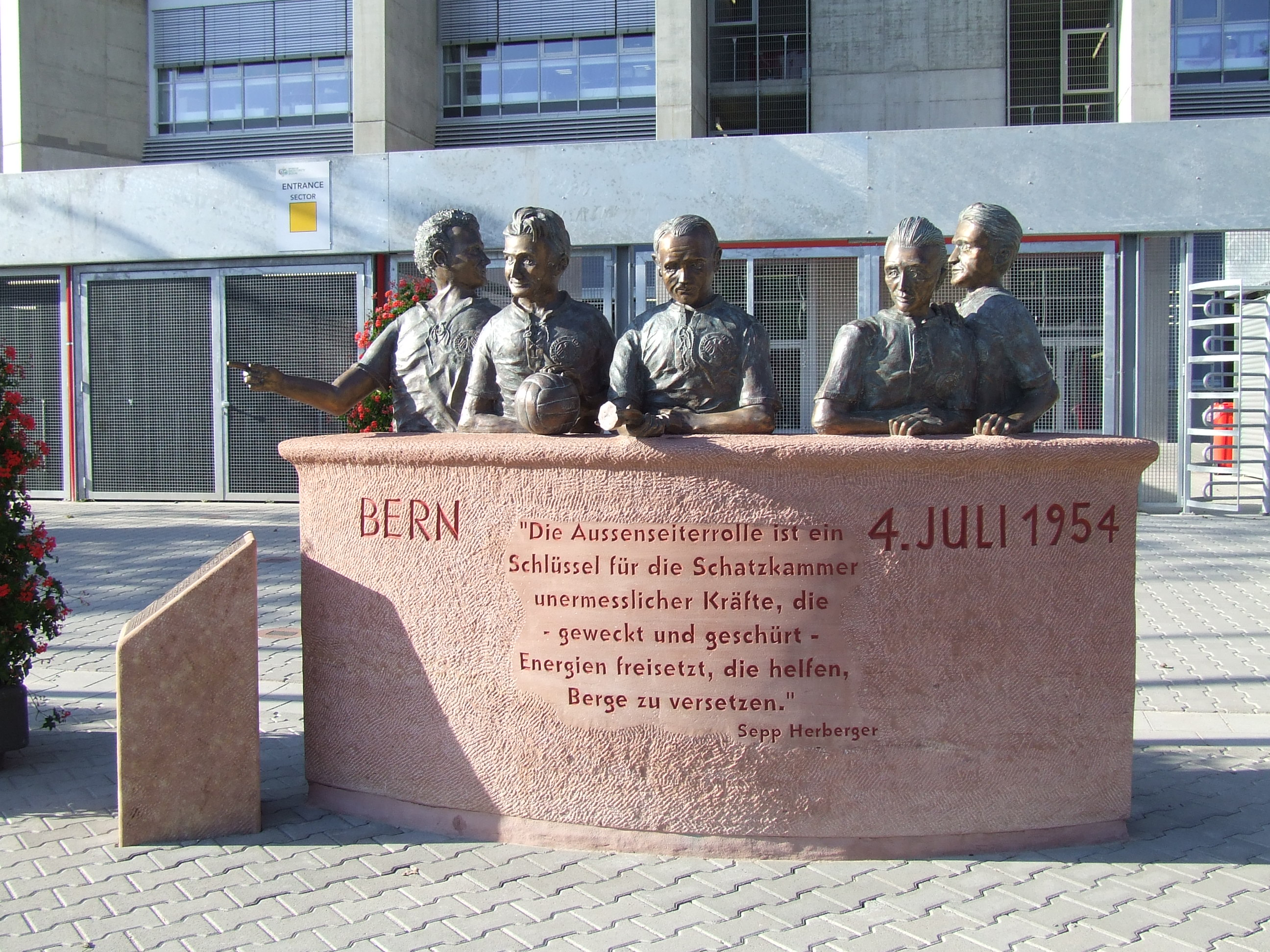
Die fünf Lauterer WM-Helden von Bern. Von links nach rechts: Werner Liebrich, Fritz Walter, Werner Kohlmeyer, Horst Eckel, Ottmar Walter.

Reine Fußballstadien ohne Laufbahn wie das in Kaiserslautern waren bis um die Jahrtausendwende in der Bundesliga noch deutlich in der Minderzahl. Die Nähe der Zuschauer zum Spielfeld und die Lautstärke der Fans gaben dem Stadion den Ruf einer für Gästeteams kaum einnehmbaren „Festung“. Nach der Umbenennung in Fritz-Walter-Stadion 1985 schien dem 1. FC Kaiserslautern diese stetige Heimstärke abhandengekommen zu sein. In den nächsten sechs Heimspielen standen kein Sieg, vier Unentschieden und zwei Niederlagen zu Buche und Fritz Walter schlug enttäuscht (aber nicht ganz ernst gemeint) vor, man solle dem Stadion wieder seinen ursprünglichen Namen geben, wenn der 1. FC Kaiserslautern dann wieder gewinnen könne. Auch wenn das Stadion aufgrund seines annähernd rechteckigen Grundrisses schon lange keine der früher für Fußballstadien typischen Kurven mehr aufweisen kann, so wird die Westtribüne umgangssprachlich nach wie vor als Westkurve bezeichnet. Die Westtribüne ist mit 14.688 Stehplätzen die zweitgrößte Stehplatztribüne Deutschlands nach der Südtribüne des Signal Iduna Parks in Dortmund, die die größte Stehplatztribüne Europas ist.
Der Haupteingang zum Stadion an der Ecke Nord-/Osttribüne trägt in Erinnerung an den Fußballnationalspieler Ottmar Walter, Teil der Weltmeistermannschaft von 1954, den Namen „Ottmar-Walter-Tor“. Auch andere Eingänge wurden nach den vom 1. FC Kaiserslautern kommenden Spielern der Weltmeister-Elf von 1954 benannt. So besitzt das Tor zur Westtribüne den Namen „Horst-Eckel-Tor“, der Eingang Süd-/Ost heißt „Werner-Kohlmeyer-Tor“ und der Eingang Ost erhielt die Bezeichnung „Werner-Liebrich-Tor“.
In der Osttribüne und dem nordöstlichen Logenturm des Stadions befindet sich das FCK-Museum mit einer Dauerausstellung zur Geschichte des 1. FC Kaiserslautern.
In der Saison 1964/65 kam es am 7. November 1964 beim ausverkauften Spiel gegen den amtierenden Meister 1. FC Köln zu einem Unfall, bei dem der 55-jährige Zuschauer Emil Heim sein Leben verlor. Kurz vor Anpfiff wurde er auf einer Stadiontreppe von drängenden Menschenmengen gegen eine Absperrkette gepresst. Als Zeichen der Anteilnahme überwies der 1. FC Kaiserslautern den Hinterbliebenen 2000 DM und betonte, die Spende erfolge nicht aus Schuldbewusstsein, sondern aus Dankbarkeit gegenüber einem treuen Anhänger. Daraufhin mussten sich der Präsident des FCK, Karl-Heinz Brinkop, der Geschäftsführer Erich Schickedanz, der Ordnerchef Friedrich Seitz, der Stadtbauamtmann Jung sowie der Stadionbauleiter und Architekt E. Ott vor dem Landgericht Kaiserslautern verantworten. Die Staatsanwaltschaft warf ihnen fahrlässige Tötung und zweifache Körperverletzung vor. Ein im anschließenden Prozess erstelltes Gutachten bestätigte, dass die Südtribüne mit mehr als sieben statt höchstens sechs Zuschauern pro Quadratmeter gefährlich überbelegt war. Da jedoch verbindliche Normen fehlten, wurden der Vereinschef Brinkop und Seitz freigesprochen. Schickedanz, Ott und Jung erhielten hingegen Geldstrafen in Höhe von 2400 DM, da die drängelnden Zuschauer nicht identifiziert werden konnten. Das Verfahren sorgte auch in der Folgezeit für Spannungen zwischen Verein und Stadt.

## Fußball-Weltmeisterschaft 2006
Zur Fußball-Weltmeisterschaft 2006 wurden in Kaiserslautern die folgenden Spiele ausgetragen:
|                                              |   |                     |           |
| Mo, 12. Juni 2006 um 15:00 Uhr, Gruppe F     |   |                     |           |
| Australien                                   | – | Japan               | 3:1 (0:1) |
| Sa, 17. Juni 2006 um 21:00 Uhr, Gruppe E     |   |                     |           |
| Italien                                      | – | USA                 | 1:1 (1:1) |
| Di, 20. Juni 2006 um 21:00 Uhr, Gruppe B     |   |                     |           |
| Paraguay                                     | – | Trinidad und Tobago | 2:0 (1:0) |
| Fr, 23. Juni 2006 um 16:00 Uhr, Gruppe H     |   |                     |           |
| Saudi-Arabien                                | – | Spanien             | 0:1 (0:1) |
| Mo, 26. Juni 2006 um 17:00 Uhr, Achtelfinale |   |                     |           |
| Italien                                      | – | Australien          | 1:0 (0:0) |

## Spiele der deutschen Fußballnationalmannschaft
Die deutsche Fußballnationalmannschaft trat bisher zu folgenden Begegnungen im Stadion an:
|                                      |   |               |           |
| 27. April 1988, Freundschaftsspiel   |   |               |           |
| BR Deutschland                       | – | Schweiz       | 1:0       |
| 18. Dezember 1994, EM-Qualifikation  |   |               |           |
| BR Deutschland                       | – | Albanien      | 2:1       |
| 26. April 2000, Freundschaftsspiel   |   |               |           |
| BR Deutschland                       | – | Schweiz       | 1:1       |
| 13. Februar 2002, Freundschaftsspiel |   |               |           |
| BR Deutschland                       | – | Israel        | 7:1       |
| 6. Juni 2004, Freundschaftsspiel     |   |               |           |
| BR Deutschland                       | – | Ungarn        | 0:2       |
| 27. Mai 2008, Freundschaftsspiel     |   |               |           |
| BR Deutschland                       | – | Belarus       | 2:2       |
| 26. März 2011, EM-Qualifikation      |   |               |           |
| BR Deutschland                       | – | Kasachstan    | 4:0       |
| 14. August 2013, Freundschaftsspiel  |   |               |           |
| BR Deutschland                       | – | Paraguay      | 3:3       |
| 25. März 2015, Freundschaftsspiel    |   |               |           |
| BR Deutschland                       | – | Australien    | 2:2       |
| 8. Oktober 2017, WM-Qualifikation    |   |               |           |
| BR Deutschland                       | – | Aserbaidschan | 5:1 (1:1) |